# Бенні Бегін
Зеєв Беньямін «Бенні» Бе́гін (івр. זאב בנימין "בני" בגין‎; нар. 1 березня 1943, Єрусалим) — ізраїльський геолог і політик. Член Кнесету від партії Лікуд, син колишнього прем'єр-міністра Ізраїлю Менахема Бегіна.
Він вивчав геологію в Єврейському університеті в Єрусалимі. Працював у Геологічній службі Ізраїлю. Бегін здобув докторський ступінь у галузі геології в Університеті штату Колорадо у 1978 році.
Міністр науки в уряді Беньяміна Нетаньягу (1996–1999). Був директором Геологічної служби Ізраїлю і міністром без портфеля.